# Giro de Italia 2024
La 107.ª edición del Giro de Italia fue una carrera de ciclismo en ruta por etapas que se celebró entre el 4 y el 26 de mayo de 2024 en Italia. El recorrido constó de un total de 21 etapas sobre una distancia total de 3489.2 km, con inicio en la ciudad de Venaria Reale y final en Roma.
La carrera fue la primera de las denominadas Grandes Vueltas de la temporada y formó parte del circuito UCI WorldTour 2024 dentro de la categoría 2.UWT. La misma fue ganada por el esloveno Tadej Pogačar del UAE Emirates, que además se impuso en seis etapas, y estuvo acompañado en el podio por el colombiano Daniel Felipe Martínez del Bora-Hansgrohe y el británico Geraint Thomas del INEOS Grenadiers, segundo y tercer clasificado respectivamente.

## Equipos participantes
Tomaron la partida un total de 22 equipos, de los cuales asistieron por derecho propio los 18 equipos de categoría UCI WorldTeam más cuatro de categoría UCI ProTeam, quienes conformaron un total de 176 ciclistas de los cuales terminaron 142. Los equipos participantes son:
| WorldTeams (18)- Alpecin-Deceuninck - Arkéa-B&B Hotels - Astana Qazaqstan Team - Bahrain Victorious - Bora-Hansgrohe - Cofidis - Decathlon-AG2R La Mondiale - EF Education-EasyPost - Groupama-FDJ - Ineos Grenadiers - Intermarché-Wanty - Lidl-Trek - Movistar Team - Soudal Quick-Step - Team dsm-firmenich PostNL - Team Jayco AlUla - Team Visma \| Lease a Bike - UAE Team Emirates ProTeams (4)- Israel-Premier Tech - Polti Kometa - Tudor Pro Cycling Team - VF Group-Bardiani CSF-Faizané |
| |

## Etapas
| Etapa      | Fecha     | Recorrido                                        | type                    | Distancia (km) | Desnivel (m) | Ganador                | Líder            |
| ---------- | --------- | ------------------------------------------------ | ----------------------- | -------------- | ------------ | ---------------------- | ---------------- |
| 1.ª etapa  | 4 de may  | Venaria Reale – Turín                            | etapa escarpada         | 140            | 1850 m       | Jhonatan Narváez       | Jhonatan Narváez |
| 2.ª etapa  | 5 de may  | San Francesco al Campo – Sacro Monte di Oropa    | etapa de media montaña  | 161            | 2300 m       | Tadej Pogačar          | Tadej Pogačar    |
| 3.ª etapa  | 6 de may  | Novara – Fossano                                 | etapa llana             | 166            | 750 m        | Tim Merlier            | Tadej Pogačar    |
| 4.ª etapa  | 7 de may  | Acqui Terme – Andora                             | etapa escarpada         | 190            | 1700 m       | Jonathan Milan         | Tadej Pogačar    |
| 5.ª etapa  | 8 de may  | Génova – Lucca                                   | etapa escarpada         | 178            | 1700 m       | Benjamin Thomas        | Tadej Pogačar    |
| 6.ª etapa  | 9 de may  | Viareggio – Rapolano Terme                       | etapa escarpada         | 180            | 1900 m       | Pelayo Sánchez         | Tadej Pogačar    |
| 7.ª etapa  | 10 de may | Foligno – Perugia                                | contrarreloj individual | 40,6           | 400 m        | Tadej Pogačar          | Tadej Pogačar    |
| 8.ª etapa  | 11 de may | Spoleto – Prati di Tivo                          | etapa de montaña        | 152            | 3850 m       | Tadej Pogačar          | Tadej Pogačar    |
| 9.ª etapa  | 12 de may | Avezzano – Nápoles                               | etapa llana             | 214            | 1300 m       | Olav Kooij             | Tadej Pogačar    |
|            | 13 de may | Día de descanso                                  | Día de descanso         |                |              |                        |                  |
| 10.ª etapa | 14 de may | Pompeya – Cusano Mutri                           | etapa de montaña        | 142            | 2850 m       | Valentin Paret-Peintre | Tadej Pogačar    |
| 11.ª etapa | 15 de may | Foiano di Val Fortore – Francavilla al Mare      | etapa llana             | 207            | 1850 m       | Jonathan Milan         | Tadej Pogačar    |
| 12.ª etapa | 16 de may | Martinsicuro – Fano                              | etapa escarpada         | 193            | 2100 m       | Julian Alaphilippe     | Tadej Pogačar    |
| 13.ª etapa | 17 de may | Riccione – Cento                                 | etapa llana             | 179            | 150 m        | Jonathan Milan         | Tadej Pogačar    |
| 14.ª etapa | 18 de may | Castiglione delle Stiviere – Desenzano del Garda | contrarreloj individual | 31,2           | 100 m        | Filippo Ganna          | Tadej Pogačar    |
| 15.ª etapa | 19 de may | Manerba del Garda – Livigno                      | etapa de montaña        | 222            | 5400 m       | Tadej Pogačar          | Tadej Pogačar    |
|            | 20 de may | Día de descanso                                  | Día de descanso         |                |              |                        |                  |
| 16.ª etapa | 21 de may | Laas – Santa Cristina-Gherdëina                  | etapa de montaña        | 118,4          | 2151 m       | Tadej Pogačar          | Tadej Pogačar    |
| 17.ª etapa | 22 de may | Selva di Val Gardena – Brocon Pass               | etapa de montaña        | 159            | 4200 m       | Georg Steinhauser      | Tadej Pogačar    |
| 18.ª etapa | 23 de may | Fiera di Primiero – Padua                        | etapa llana             | 178            | 550 m        | Tim Merlier            | Tadej Pogačar    |
| 19.ª etapa | 24 de may | Mortegliano – Sappada                            | etapa de media montaña  | 157            | 2850 m       | Andrea Vendrame        | Tadej Pogačar    |
| 20.ª etapa | 25 de may | Alpago – Bassano del Grappa                      | etapa de montaña        | 184            | 4200 m       | Tadej Pogačar          | Tadej Pogačar    |
| 21.ª etapa | 26 de may | Roma – Roma                                      | etapa llana             | 125            | 300 m        | Tim Merlier            | Tadej Pogačar    |

## Clasificaciones finales
Las clasificaciones finalizaron de la siguiente forma:

### Clasificación general(Maglia Rosa)
| \| Clasificación general \| Clasificación general \| Clasificación general \| Clasificación general \| Clasificación general \| \| Ciclista \| Ciclista \| Equipo \| Tiempo \| \| \| --------------------- \| ---------------------- \| ----------------------------- \| --------------------- \| --------------------- \| \| 1.º \| Tadej Pogačar \| UAE Team Emirates \| 79 h 14 min 03 s \| \| \| 2.º \| Daniel Felipe Martínez \| Bora-Hansgrohe \| + 9 min 56 s \| \| \| 3.º \| Geraint Thomas \| Ineos Grenadiers \| + 10 min 24 s \| \| \| 4.º \| Ben O'Connor \| Decathlon-AG2R La Mondiale \| + 12 min 07 s \| \| \| 5.º \| Antonio Tiberi \| Bahrain Victorious \| + 12 min 49 s \| \| \| 6.º \| Thymen Arensman \| Ineos Grenadiers \| + 14 min 31 s \| \| \| 7.º \| Einer Rubio \| Movistar Team \| + 15 min 52 s \| \| \| 8.º \| Jan Hirt \| Soudal Quick-Step \| + 18 min 05 s \| \| \| 9.º \| Romain Bardet \| Team dsm-firmenich PostNL \| + 20 min 32 s \| \| \| 10.º \| Michael Storer \| Tudor Pro Cycling Team \| + 21 min 11 s \| \| \| 11.º \| Filippo Zana \| Team Jayco AlUla \| + 23 min 59 s \| \| \| 12.º \| Lorenzo Fortunato \| Astana Qazaqstan Team \| + 26 min 44 s \| \| \| 13.º \| Davide Piganzoli \| Team Polti Kometa \| + 32 min 23 s \| \| \| 14.º \| Simon Geschke \| Cofidis \| + 33 min 55 s \| \| \| 15.º \| Rafał Majka \| UAE Team Emirates \| + 37 min 05 s \| \| \| 16.º \| Valentin Paret-Peintre \| Decathlon-AG2R La Mondiale \| + 43 min 26 s \| \| \| 17.º \| Damiano Caruso \| Bahrain Victorious \| + 48 min 16 s \| \| \| 18.º \| Luca Covili \| VF Group-Bardiani CSF-Faizanè \| + 51 min 08 s \| \| \| 19.º \| Nairo Quintana \| Movistar Team \| + 54 min 37 s \| \| \| 20.º \| Domenico Pozzovivo \| VF Group-Bardiani CSF-Faizanè \| + 56 min 32 s \| \| \| 21.º \| Alex Baudin \| Decathlon-AG2R La Mondiale \| + 1 h 00 min 47 s \| \| \| 22.º \| Attila Valter \| Team Visma \\| Lease a Bike \| + 1 h 04 min 46 s \| \| \| 23.º \| Nicola Conci \| Alpecin-Deceuninck \| + 1 h 09 min 10 s \| \| \| 24.º \| Giovanni Aleotti \| Bora-Hansgrohe \| + 1 h 13 min 03 s \| \| \| 25.º \| Michel Ries \| Arkéa-B&B Hotels \| + 1 h 20 min 06 s \| \| |                        |                               |                   |
| |                        |                               |                   |
| Fuente: ProCyclingStats |                        |                               |                   |
| Clasificación general |                        |                               |                   |
| Ciclista | Ciclista               | Equipo                        | Tiempo            |
| 1.º | Tadej Pogačar          | UAE Team Emirates             | 79 h 14 min 03 s  |
| 2.º | Daniel Felipe Martínez | Bora-Hansgrohe                | + 9 min 56 s      |
| 3.º | Geraint Thomas         | Ineos Grenadiers              | + 10 min 24 s     |
| 4.º | Ben O'Connor           | Decathlon-AG2R La Mondiale    | + 12 min 07 s     |
| 5.º | Antonio Tiberi         | Bahrain Victorious            | + 12 min 49 s     |
| 6.º | Thymen Arensman        | Ineos Grenadiers              | + 14 min 31 s     |
| 7.º | Einer Rubio            | Movistar Team                 | + 15 min 52 s     |
| 8.º | Jan Hirt               | Soudal Quick-Step             | + 18 min 05 s     |
| 9.º | Romain Bardet          | Team dsm-firmenich PostNL     | + 20 min 32 s     |
| 10.º | Michael Storer         | Tudor Pro Cycling Team        | + 21 min 11 s     |
| 11.º | Filippo Zana           | Team Jayco AlUla              | + 23 min 59 s     |
| 12.º | Lorenzo Fortunato      | Astana Qazaqstan Team         | + 26 min 44 s     |
| 13.º | Davide Piganzoli       | Team Polti Kometa             | + 32 min 23 s     |
| 14.º | Simon Geschke          | Cofidis                       | + 33 min 55 s     |
| 15.º | Rafał Majka            | UAE Team Emirates             | + 37 min 05 s     |
| 16.º | Valentin Paret-Peintre | Decathlon-AG2R La Mondiale    | + 43 min 26 s     |
| 17.º | Damiano Caruso         | Bahrain Victorious            | + 48 min 16 s     |
| 18.º | Luca Covili            | VF Group-Bardiani CSF-Faizanè | + 51 min 08 s     |
| 19.º | Nairo Quintana         | Movistar Team                 | + 54 min 37 s     |
| 20.º | Domenico Pozzovivo     | VF Group-Bardiani CSF-Faizanè | + 56 min 32 s     |
| 21.º | Alex Baudin            | Decathlon-AG2R La Mondiale    | + 1 h 00 min 47 s |
| 22.º | Attila Valter          | Team Visma \| Lease a Bike    | + 1 h 04 min 46 s |
| 23.º | Nicola Conci           | Alpecin-Deceuninck            | + 1 h 09 min 10 s |
| 24.º | Giovanni Aleotti       | Bora-Hansgrohe                | + 1 h 13 min 03 s |
| 25.º | Michel Ries            | Arkéa-B&B Hotels              | + 1 h 20 min 06 s |

### Clasificación por puntos(Maglia Ciclamino)
| Clasificación por puntos | Clasificación por puntos | Clasificación por puntos      | Clasificación por puntos | Clasificación por puntos |
| Ciclista                 | Ciclista                 | Equipo                        | Puntos                   |                          |
| ------------------------ | ------------------------ | ----------------------------- | ------------------------ | ------------------------ |
| 1.º                      | Jonathan Milan           | Lidl-Trek                     | 352 pts                  |                          |
| 2.º                      | Kaden Groves             | Alpecin-Deceuninck            | 225 pts                  |                          |
| 3.º                      | Tim Merlier              | Soudal Quick-Step             | 193 pts                  |                          |
| 4.º                      | Julian Alaphilippe       | Soudal Quick-Step             | 132 pts                  |                          |
| 5.º                      | Tadej Pogačar            | UAE Team Emirates             | 126 pts                  |                          |
| 6.º                      | Andrea Pietrobon         | Team Polti Kometa             | 117 pts                  |                          |
| 7.º                      | Filippo Fiorelli         | VF Group-Bardiani CSF-Faizanè | 116 pts                  |                          |
| 8.º                      | Davide Ballerini         | Astana Qazaqstan Team         | 84 pts                   |                          |
| 9.º                      | Jhonatan Narváez         | Ineos Grenadiers              | 80 pts                   |                          |
| 10.º                     | Stanisław Aniołkowski    | Cofidis                       | 78 pts                   |                          |

### Clasificación de la montaña(Maglia Azzurra)
| Clasificación de la montaña | Clasificación de la montaña | Clasificación de la montaña   | Clasificación de la montaña | Clasificación de la montaña |
| Ciclista                    | Ciclista                    | Equipo                        | Puntos                      |                             |
| --------------------------- | --------------------------- | ----------------------------- | --------------------------- | --------------------------- |
| 1.º                         | Tadej Pogačar               | UAE Team Emirates             | 270 pts                     |                             |
| 2.º                         | Giulio Pellizzari           | VF Group-Bardiani CSF-Faizanè | 206 pts                     |                             |
| 3.º                         | Georg Steinhauser           | EF Education-EasyPost         | 153 pts                     |                             |
| 4.º                         | Nairo Quintana              | Movistar Team                 | 114 pts                     |                             |
| 5.º                         | Julian Alaphilippe          | Soudal Quick-Step             | 101 pts                     |                             |
| 6.º                         | Daniel Felipe Martínez      | Bora-Hansgrohe                | 81 pts                      |                             |
| 7.º                         | Simon Geschke               | Cofidis                       | 78 pts                      |                             |
| 8.º                         | Valentin Paret-Peintre      | Decathlon-AG2R La Mondiale    | 59 pts                      |                             |
| 9.º                         | Romain Bardet               | Team dsm-firmenich PostNL     | 47 pts                      |                             |
| 10.º                        | Amanuel Ghebreigzabhier     | Lidl-Trek                     | 42 pts                      |                             |

### Clasificación de los jóvenes(Maglia Bianca)
| Clasificación del mejor joven | Clasificación del mejor joven | Clasificación del mejor joven | Clasificación del mejor joven | Clasificación del mejor joven |
| Ciclista                      | Ciclista                      | Equipo                        | Tiempo                        |                               |
| ----------------------------- | ----------------------------- | ----------------------------- | ----------------------------- | ----------------------------- |
| 1.º                           | Antonio Tiberi                | Bahrain Victorious            | 79 h 26 min 52 s              |                               |
| 2.º                           | Thymen Arensman               | Ineos Grenadiers              | + 1 min 42 s                  |                               |
| 3.º                           | Filippo Zana                  | Team Jayco AlUla              | + 11 min 10 s                 |                               |
| 4.º                           | Davide Piganzoli              | Team Polti Kometa             | + 19 min 34 s                 |                               |
| 5.º                           | Valentin Paret-Peintre        | Decathlon-AG2R La Mondiale    | + 30 min 37 s                 |                               |
| 6.º                           | Alex Baudin                   | Decathlon-AG2R La Mondiale    | + 47 min 58 s                 |                               |
| 7.º                           | Giovanni Aleotti              | Bora-Hansgrohe                | + 1 h 00 min 14 s             |                               |
| 8.º                           | Edoardo Zambanini             | Bahrain Victorious            | + 1 h 13 min 07 s             |                               |
| 9.º                           | Kevin Vermaerke               | Team dsm-firmenich PostNL     | + 1 h 20 min 52 s             |                               |
| 10.º                          | Mauri Vansevenant             | Soudal Quick-Step             | + 1 h 34 min 54 s             |                               |

### Clasificación por equipos"Super Team"
| Clasificación por equipos | Clasificación por equipos     | Clasificación por equipos | Clasificación por equipos |
| Equipo                    | Equipo                        | Tiempo                    |                           |
| ------------------------- | ----------------------------- | ------------------------- | ------------------------- |
| 1.º                       | Decathlon-AG2R La Mondiale    | 238 h 30 min 07 s         |                           |
| 2.º                       | Ineos Grenadiers              | + 44 min 23 s             |                           |
| 3.º                       | UAE Team Emirates             | + 1 h 01 min 50 s         |                           |
| 4.º                       | Bahrain Victorious            | + 1 h 20 min 25 s         |                           |
| 5.º                       | Movistar Team                 | + 1 h 51 min 00 s         |                           |
| 6.º                       | Astana Qazaqstan Team         | + 1 h 58 min 31 s         |                           |
| 7.º                       | VF Group-Bardiani CSF-Faizané | + 2 h 16 min 59 s         |                           |
| 8.º                       | Team dsm-firmenich PostNL     | + 2 h 18 min 50 s         |                           |
| 9.º                       | Bora-Hansgrohe                | + 2 h 45 min 37 s         |                           |
| 10.º                      | Soudal Quick-Step             | + 2 h 58 min 22 s         |                           |

## Evolución de las clasificaciones
| Etapa                   |                         | Ganador _              | Clasificación general | Puntos           | Montaña          | Jóvenes           | Combatividad            | Metas volantes _   | Fuga _           | Equipo _                   |
| ----------------------- | ----------------------- | ---------------------- | --------------------- | ---------------- | ---------------- | ----------------- | ----------------------- | ------------------ | ---------------- | -------------------------- |
| 1.ª etapa               | etapa escarpada         | Jhonatan Narváez       | Jhonatan Narváez      | Jhonatan Narváez | Lilian Calmejane | Alex Baudin       | Amanuel Ghebreigzabhier | Damiano Caruso     | Lilian Calmejane | Ineos Grenadiers           |
| 2.ª etapa               | etapa de media montaña  | Tadej Pogačar          | Tadej Pogačar         | Filippo Fiorelli | Tadej Pogačar    | Cian Uijtdebroeks | Andrea Piccolo          | Andrea Piccolo     | Filippo Fiorelli | Bora-Hansgrohe             |
| 3.ª etapa               | etapa llana             | Tim Merlier            | Tadej Pogačar         | Tim Merlier      | Tadej Pogačar    | Cian Uijtdebroeks | Filippo Fiorelli        | Filippo Fiorelli   | Lilian Calmejane | Bora-Hansgrohe             |
| 4.ª etapa               | etapa escarpada         | Jonathan Milan         | Tadej Pogačar         | Jonathan Milan   | Tadej Pogačar    | Cian Uijtdebroeks | Francisco Muñoz         | Filippo Fiorelli   | Lilian Calmejane | Ineos Grenadiers           |
| 5.ª etapa               | etapa escarpada         | Benjamin Thomas        | Tadej Pogačar         | Jonathan Milan   | Tadej Pogačar    | Cian Uijtdebroeks | Mattia Bais             | Filippo Fiorelli   | Lilian Calmejane | Ineos Grenadiers           |
| 6.ª etapa               | etapa escarpada         | Pelayo Sánchez         | Tadej Pogačar         | Jonathan Milan   | Tadej Pogačar    | Cian Uijtdebroeks | Julian Alaphilippe      | Filippo Fiorelli   | Lilian Calmejane | Ineos Grenadiers           |
| 7.ª etapa               | contrarreloj individual | Tadej Pogačar          | Tadej Pogačar         | Jonathan Milan   | Tadej Pogačar    | Lucas Plapp       | no otorgado             | Filippo Fiorelli   | Lilian Calmejane | Ineos Grenadiers           |
| 8.ª etapa               | etapa de montaña        | Tadej Pogačar          | Tadej Pogačar         | Jonathan Milan   | Tadej Pogačar    | Cian Uijtdebroeks | Romain Bardet           | Filippo Fiorelli   | Lilian Calmejane | Decathlon-AG2R La Mondiale |
| 9.ª etapa               | etapa llana             | Olav Kooij             | Tadej Pogačar         | Jonathan Milan   | Tadej Pogačar    | Cian Uijtdebroeks | Mirco Maestri           | Filippo Fiorelli   | Andrea Pietrobon | Decathlon-AG2R La Mondiale |
| 10.ª etapa              | etapa de montaña        | Valentin Paret-Peintre | Tadej Pogačar         | Jonathan Milan   | Tadej Pogačar    | Cian Uijtdebroeks | Jan Tratnik             | Filippo Fiorelli   | Andrea Pietrobon | Decathlon-AG2R La Mondiale |
| 11.ª etapa              | etapa llana             | Jonathan Milan         | Tadej Pogačar         | Jonathan Milan   | Tadej Pogačar    | Antonio Tiberi    | Edoardo Affini          | Filippo Fiorelli   | Andrea Pietrobon | Decathlon-AG2R La Mondiale |
| 12.ª etapa              | etapa escarpada         | Julian Alaphilippe     | Tadej Pogačar         | Jonathan Milan   | Tadej Pogačar    | Antonio Tiberi    | Julian Alaphilippe      | Julian Alaphilippe | Andrea Pietrobon | Decathlon-AG2R La Mondiale |
| 13.ª etapa              | etapa llana             | Jonathan Milan         | Tadej Pogačar         | Jonathan Milan   | Tadej Pogačar    | Antonio Tiberi    | Andrea Pietrobon        | Andrea Pietrobon   | Andrea Pietrobon | Decathlon-AG2R La Mondiale |
| 14.ª etapa              | contrarreloj individual | Filippo Ganna          | Tadej Pogačar         | Jonathan Milan   | Tadej Pogačar    | Antonio Tiberi    | no otorgado             | Andrea Pietrobon   | Andrea Pietrobon | Ineos Grenadiers           |
| 15.ª etapa              | etapa de montaña        | Tadej Pogačar          | Tadej Pogačar         | Jonathan Milan   | Tadej Pogačar    | Antonio Tiberi    | Nairo Quintana          | Andrea Pietrobon   | Andrea Pietrobon | Ineos Grenadiers           |
| 16.ª etapa              | etapa de montaña        | Tadej Pogačar          | Tadej Pogačar         | Jonathan Milan   | Tadej Pogačar    | Antonio Tiberi    | Julian Alaphilippe      | Andrea Pietrobon   | Andrea Pietrobon | Decathlon-AG2R La Mondiale |
| 17.ª etapa              | etapa de montaña        | Georg Steinhauser      | Tadej Pogačar         | Jonathan Milan   | Tadej Pogačar    | Antonio Tiberi    | Nairo Quintana          | Andrea Pietrobon   | Andrea Pietrobon | Decathlon-AG2R La Mondiale |
| 18.ª etapa              | etapa llana             | Tim Merlier            | Tadej Pogačar         | Jonathan Milan   | Tadej Pogačar    | Antonio Tiberi    | Mirco Maestri           | Andrea Pietrobon   | Andrea Pietrobon | Decathlon-AG2R La Mondiale |
| 19.ª etapa              | etapa de media montaña  | Andrea Vendrame        | Tadej Pogačar         | Jonathan Milan   | Tadej Pogačar    | Antonio Tiberi    | Julian Alaphilippe      | Julian Alaphilippe | Andrea Pietrobon | Decathlon-AG2R La Mondiale |
| 20.ª etapa              | etapa de montaña        | Tadej Pogačar          | Tadej Pogačar         | Jonathan Milan   | Tadej Pogačar    | Antonio Tiberi    | Giulio Pellizzari       | Andrea Pietrobon   | Andrea Pietrobon | Decathlon-AG2R La Mondiale |
| 21.ª etapa              | etapa llana             | Tim Merlier            | Tadej Pogačar         | Jonathan Milan   | Tadej Pogačar    | Antonio Tiberi    | Ewen Costiou            | Andrea Pietrobon   | Andrea Pietrobon | Decathlon-AG2R La Mondiale |
| Clasificaciones finales | Clasificaciones finales |                        | Tadej Pogačar         | Jonathan Milan   | Tadej Pogačar    | Antonio Tiberi    | Julian Alaphilippe      | Andrea Pietrobon   | Andrea Pietrobon | Decathlon-AG2R La Mondiale |

## Ciclistas participantes y posiciones finales
Convenciones:
- AB-N: Abandono en la etapa "N"
- FLT-N: Retiro por llegada fuera del límite de tiempo en la etapa "N"
- NTS-N: No tomó la salida para la etapa "N"
- DES-N: Descalificado o expulsado en la etapa "N"

## UCI World Ranking
El Giro de Italia otorgó puntos para el UCI World Ranking para corredores de los equipos en las categorías UCI WorldTeam, UCI ProTeam y Continental. Las siguientes tablas son el baremo de puntuación y los diez corredores que obtuvieron más puntos:
| Posición                 | 1.º  | 2.º | 3.º | 4.º | 5.º | 6.º | 7.º | 8.º | 9.º | 10.º | 11.º | 12.º | 13.º | 14.º | 15.º | 16.º | 17.º | 18.º | 19.º | 20.º - 25.º | 26.º - 30.º | 31.º - 40.º | 41.º - 50.º | 51.º - 55.º | 56.º - 60.º |
| Clasificación general    | 1100 | 885 | 750 | 600 | 495 | 415 | 340 | 285 | 235 | 180  | 155  | 130  | 110  | 90   | 80   | 75   | 70   | 60   | 55   | 50          | 30          | 25          | 20          | 15          | 10          |
| Por etapa                | 180  | 130 | 95  | 80  | 60  | 45  | 40  | 35  | 30  | 25   | 20   | 15   | 10   | 5    | 2    |      |      |      |      |             |             |             |             |             |             |
| Líder                    | 20   |     |     |     |     |     |     |     |     |      |      |      |      |      |      |      |      |      |      |             |             |             |             |             |             |
| Clasificación secundaria | 180  | 130 | 95  |     |     |     |     |     |     |      |      |      |      |      |      |      |      |      |      |             |             |             |             |             |             |

Nota:
1. ↑  Solo clasificaciones de la regularidad y la montaña.

| Clasificación |                        |                            |         |       |       |            |       |
| Posición      | Ciclista               | Equipo                     | General | Etapa | Líder | Secundaria | Total |
| ------------- | ---------------------- | -------------------------- | ------- | ----- | ----- | ---------- | ----- |
| 1.º           | Tadej Pogačar          | UAE Emirates               | 1100    | 1445  | 380   | 180        | 3105  |
| 2.º           | Daniel Felipe Martínez | Bora-Hansgrohe             | 885     | 657   | -     | -          | 1542  |
| 3.º           | Jonathan Milan         | Lidl-Trek                  | -       | 1120  | -     | 180        | 1300  |
| 4.º           | Geraint Thomas         | INEOS Grenadiers           | 750     | 454   | -     | -          | 1204  |
| 5.º           | Antonio Tiberi         | Bahrain Victorious         | 495     | 445   | -     | -          | 940   |
| 6.º           | Ben O'Connor           | Decathlon AG2R La Mondiale | 600     | 260   | -     | -          | 860   |
| 7.º           | Thymen Arensman        | INEOS Grenadiers           | 415     | 335   | -     | -          | 750   |
| 8.º           | Tim Merlier            | Soudal Quick-Step          | -       | 637   | -     | 95         | 732   |
| 9.º           | Kaden Groves           | Alpecin-Deceuninck         | -       | 507   | -     | 130        | 637   |
| 10.º          | Einer Rubio            | Movistar                   | 340     | 245   | -     | -          | 585   |